# Ото фон Марк
Ото фон Марк (на немски: Otto von der Mark, Otto von Altena, † 14 август 1262) от Дом Ламарк е граф на Алтена (1249-1262). Той е син на граф Адолф I фон Марк († 1249), граф на Марк, и втората му съпруга Ирмгард фон Гелдерн († след 1230), дъщеря на граф Ото I от графството Гелден.
По-големият му брат Енгелберт I е наследник на баща им.
През 1249 г. Ото фон Марк се отказва от духовенството си в Лиеж и Енгелберт му отстъпва замъците Алтена и Бланкенщайн. Неговият двор е в замък Алтена. Около 1250 г. той строи в замъка нов дворец. 
След смъртта на бездетния Ото брат му Енгелберт отново е владетел на цялото графство.